# Henry Pyrgos
Henry Benjamin Pyrgos (Dorchester, 9 luglio 1989) è un rugbista a 15 britannico, internazionale per la Scozia, che gioca nel ruolo di mediano di mischia con l'Edimburgo nel Pro14.

## Biografia
Pyrgos iniziò a giocare in Celtic League con i Glasgow Warriors nel 2010. A livello internazionale disputò con la nazionale scozzese under-20 i Campionati mondiali giovanili 2009, poi entrò a far parte della Nazionale A, e infine nel novembre 2012 debuttò con la nazionale maggiore della Scozia affrontando la Nuova Zelanda a Murrayfield. Nato in Inghilterra, risultò eleggibile grazie alle origini scozzesi della madre proveniente da Grangemouth.
Con i Glasgow Warriors vinse il Pro12 nel 2015, primo titolo conquistato in campionato nella storia del club, e lo stesso anno fu convocato per la Coppa del Mondo di rugby 2015, giocando solamente contro gli Stati Uniti durante la fase a gironi indossando la fascia di capitano. Nel 2018, dopo otto anni di militanza nei Glasgow Warriors, si trasferì all'Edimburgo.

## Palmarès
- Pro12: 1
Glasgow Warriors: 2014-15